# Clié

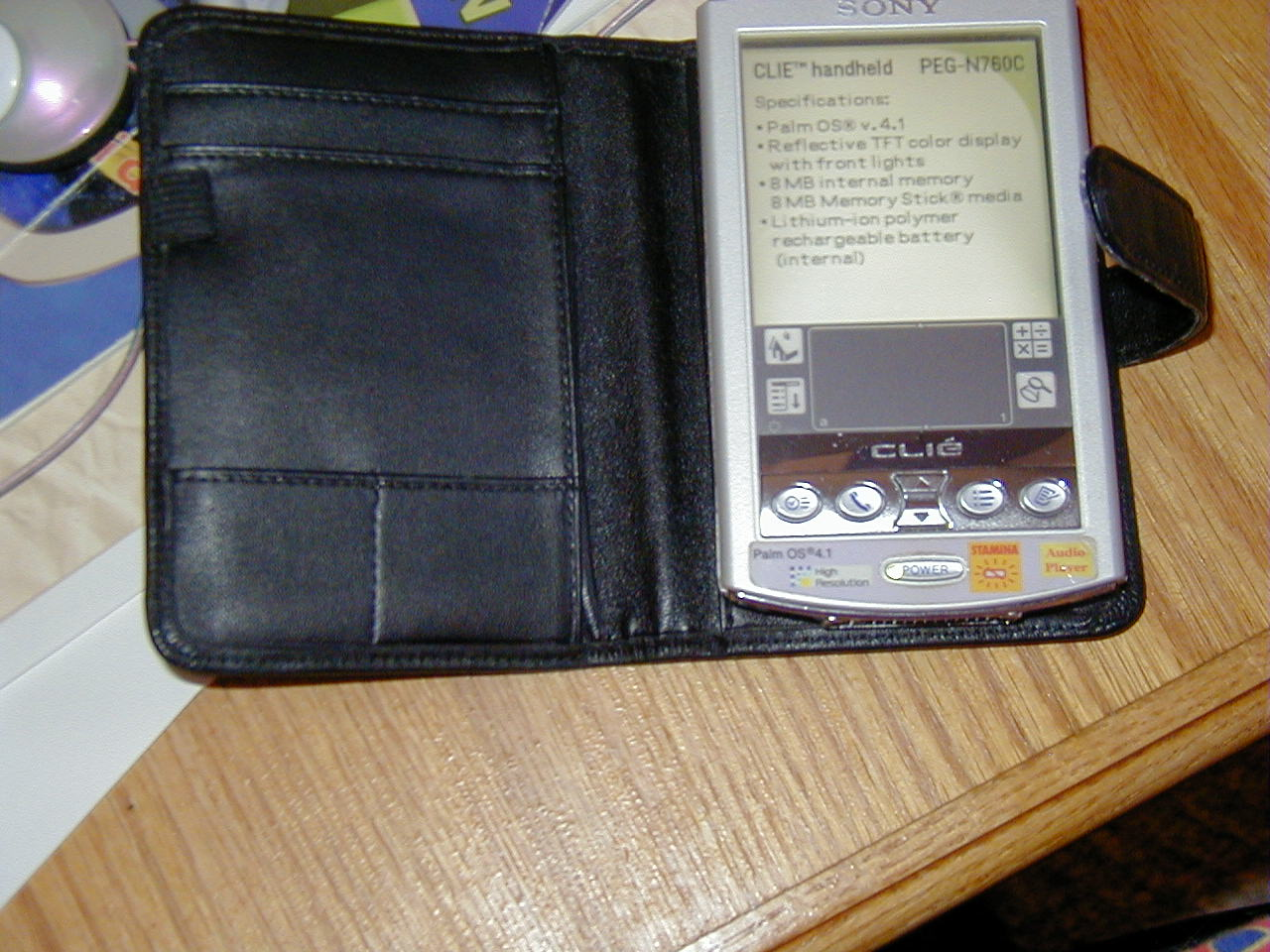
Clié N760C

Clié ist die Marke, unter der Sony vier Jahre lang PDAs (Personal Digital Assistants) bis Anfang 2004 (Europa und USA) und in Japan bis Anfang 2005 anbot. Das Betriebssystem dieser Geräte war Palm OS. Die Geräte fielen dadurch auf, dass sie die ersten PDAs auf dem Markt waren, die viele Multimediafunktionen mitbrachten, wie z. B. das Hi-Res+-Display (320×480 Pixel) oder sogar eine Kamera, wie beim PEG-NR70V. Der erste PDA der Firma war der PEG-S300 mit einem Graustufen-Display. Der letzte PDA der Firma und Höhepunkt der Serie war der PEG-TH55 mit WLAN und Bluetooth, der überdies mit einem auf Stromverbrauch optimierten eigenen Prozessor und daraus resultierender längerer Akkulaufzeit glänzte.
Andere Clié-Geräte der Firma:
- PEG-NX70
- PEG-NX80
- PEG-NZ90
- PEG-TG50
- PEG-TJ25
- PEG-TJ27
- PEG-TJ35
- PEG-TJ37
- PEG-TG50
- PEG-N700
- PEG-N710
- PEG-N760
- PEG-N770
- PEG-SJ30
- PEG-SL10